# Declaración de Boulogne

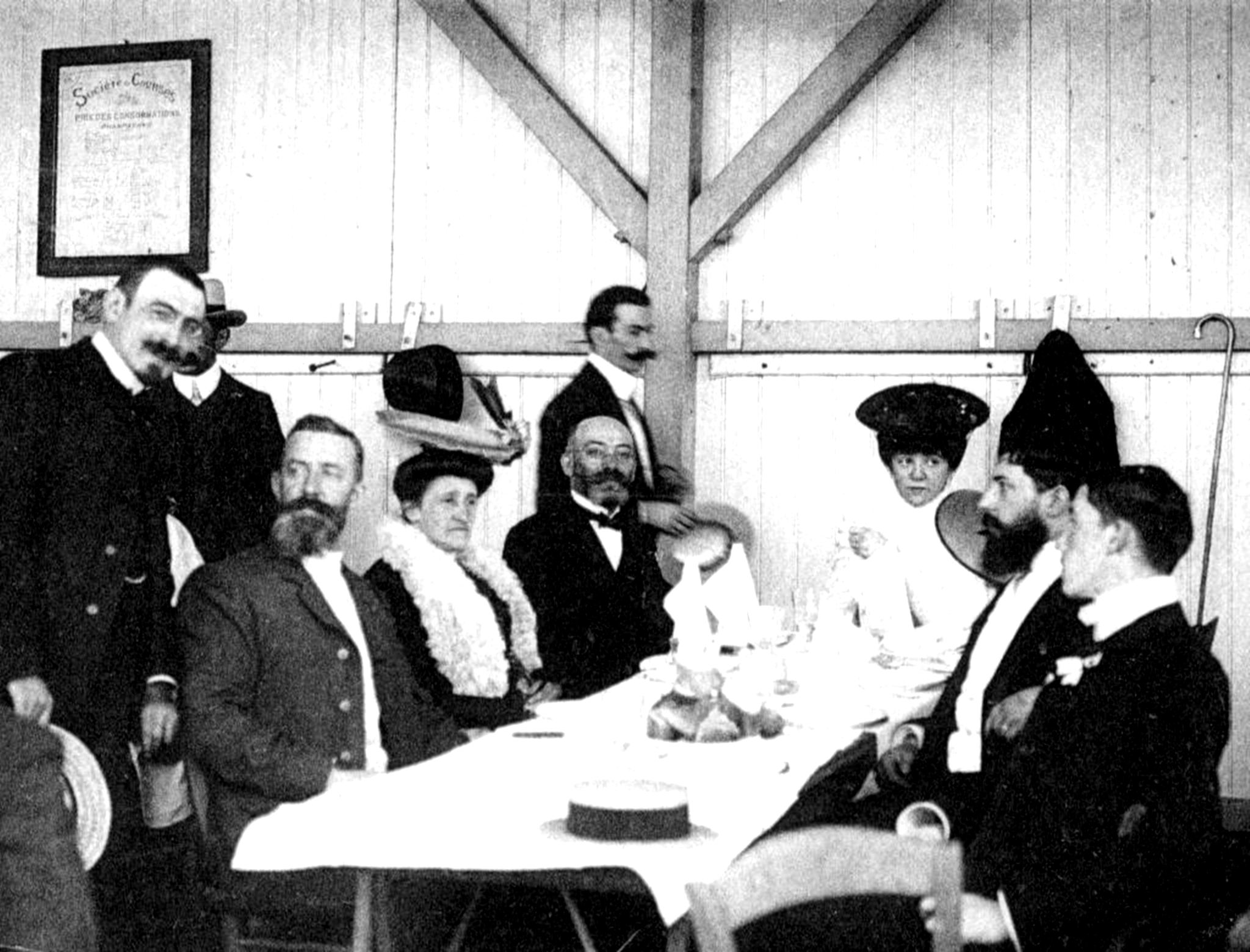
Familias de Zamenhof y Michaux en el primer Congreso Universal de Esperanto.

La Declaración de Boulogne (Bulonja Deklaracio) es un documento constitutivo escrito por L. L. Zamenhof que define el concepto del activismo mediante el esperanto y aprueba el Fundamento de Esperanto como la base lingüística de esta lengua auxiliar. Fue avalado durante el primer Congreso Universal de Esperanto en Boulogne-sur-Mer el 9 de agosto de 1905.
La Declaración de Boulogne define los objetivos del «esperantismo» en cinco puntos aquí resumidos:
- El esperantismo es el esfuerzo por difundir en todo el mundo el uso de la lengua neutral que sirva para la comprensión mutua entre personas de distintas lenguas.
- Una lengua internacional solo puede ser una lengua artística (artificial), plenamente viva y sostenible, y la más adecuada en todos los aspectos ha resultado ser finalmente el esperanto.
- El autor de la lengua cede todos los derechos personales relacionados con la lengua al mundo entero.
- La única base fundamental obligatoria para siempre y para todos los hablantes es el Fundamento de Esperanto.
- Se llama esperantista a la persona que sabe y utiliza la lengua esperanto sin importar el objetivo.

## Declaración de Boulogne-sur-Mer
En la primera sesión del primer congreso en Boulogne-sur-Mer, el 7 de agosto de 1905, Zamenhof leyó su declaración, que previa modificación por el comité, fue presentada a los asistentes de Boirac en el cuarto período de sesiones, ya en su forma definitiva, y aceptada por el congreso. La Declaración se volvió en una especie de constitución lingüística. Este es el texto completo y traducido:
Declaración acerca de la esencia del esperantismo del 9 de agosto de 1905
«Dado que muchos tienen una falsa idea sobre la esencia del esperantismo, nosotros, los abajo firmantes y representantes del esperantismo en diversos países del mundo, reunidos en el Congreso Mundial de Esperanto en Boulogne-sur-Mer, consideramos necesario - de acuerdo a la propuesta del autor de la lengua esperanto - dar la siguiente explicación:
1. El esperantismo es el esfuerzo por difundir en todo el mundo el uso de la lengua humanamente neutral, que "no imponiéndose en la vida interna de los pueblos y sin pretender expulsar a las lenguas nacionales existentes", daría a la gente de diferentes naciones la posibilidad de comprensión mutua y constante. El esperanto podría servir como lengua pacificadora en instituciones públicas de países donde diversas naciones tratan de imponer su lengua sobre el resto. En esperanto podrían publicarse los trabajos que son de igual interés para todos aquellos pueblos. Cualquier otra idea o esperanza que cada esperantista asocie individualmente con el esperantismo, es cuestión puramente privada, de lo que no responde el esperantismo.
2. Ya que en la actualidad ningún investigador en todo el mundo duda que una lengua inherentemente internacional solo puede ser artística (artificial), ya que todos los numerosos intentos realizados durante los últimos dos siglos se presentaron como proyectos teóricos, dado que la lengua realmente completada, probada en todos sus aspectos, totalmente sostenible y más adecuada en todos los aspectos resultó ser el esperanto. Por ello los amigos de la idea de un idioma internacional, sabiendo que una discusión teórica no conducirá a nada y que el objetivo solo se puede lograr mediante el trabajo práctico, desde hace tiempo se han agrupado todos alrededor de una sola lengua esperanto y trabajan para su difusión y para el enriquecimiento de su literatura.
3. Puesto que el autor de la lengua esperanto desde el principio rechazó para siempre todos los derechos y privilegios relacionados con esta lengua, el esperanto no es "propiedad de nadie", ni material, ni moralmente.
El propietario material de esta lengua es el mundo entero, y el que lo desee podrá publicar en esta lengua o sobre esta lengua todo tipo de obras que le plazca, y usar la lengua para todo tipo de propósitos posibles. Los propietarios de la vitalidad o espíritu de esta lengua serán siempre las personas que el mundo esperantista reconozca como los escritores más talentosos en este idioma.
4. El esperanto no tiene un legislador ni depende de ninguna persona en particular. Todas las opiniones y las obras del creador del esperanto tendrán, de manera similar a las opiniones y trabajos del resto de esperantistas individuales, un carácter absolutamente privado y no obligatorio. La única ley o fundamento que será obligatorio en adelante para todos los esperantistas será la pequeña obra titulada "Fundamento de Esperanto", que nadie tiene derecho a modificar. Si alguien se desviara de las reglas y modelos indicados en dicho trabajo, nunca podrá justificarse con las palabras "así lo desea o aconseja el autor del esperanto". Sobre toda idea que no esté convenientemente expresada en este material recogido en el "Fundamento de Esperanto", cada esperantista tendrá derecho a expresarse de tal manera como encuentre más correcta, al igual que se hace en cualquier otro idioma. Pero, para conservar una unidad total de la lengua, a todos los esperantistas se les recomienda imitar como sea posible el estilo que se encuentra en la obra del creador del esperanto, que es el que más ha trabajado en y por el esperanto, y el que mejor conoce su espíritu.
5. Esperantista designa a toda persona que conoce y utiliza el lenguaje Esperanto, sin importar totalmente los objetivos con que se utilizara. Pertenecer a alguna asociación activa de esperanto es recomendable, pero no obligatorio».

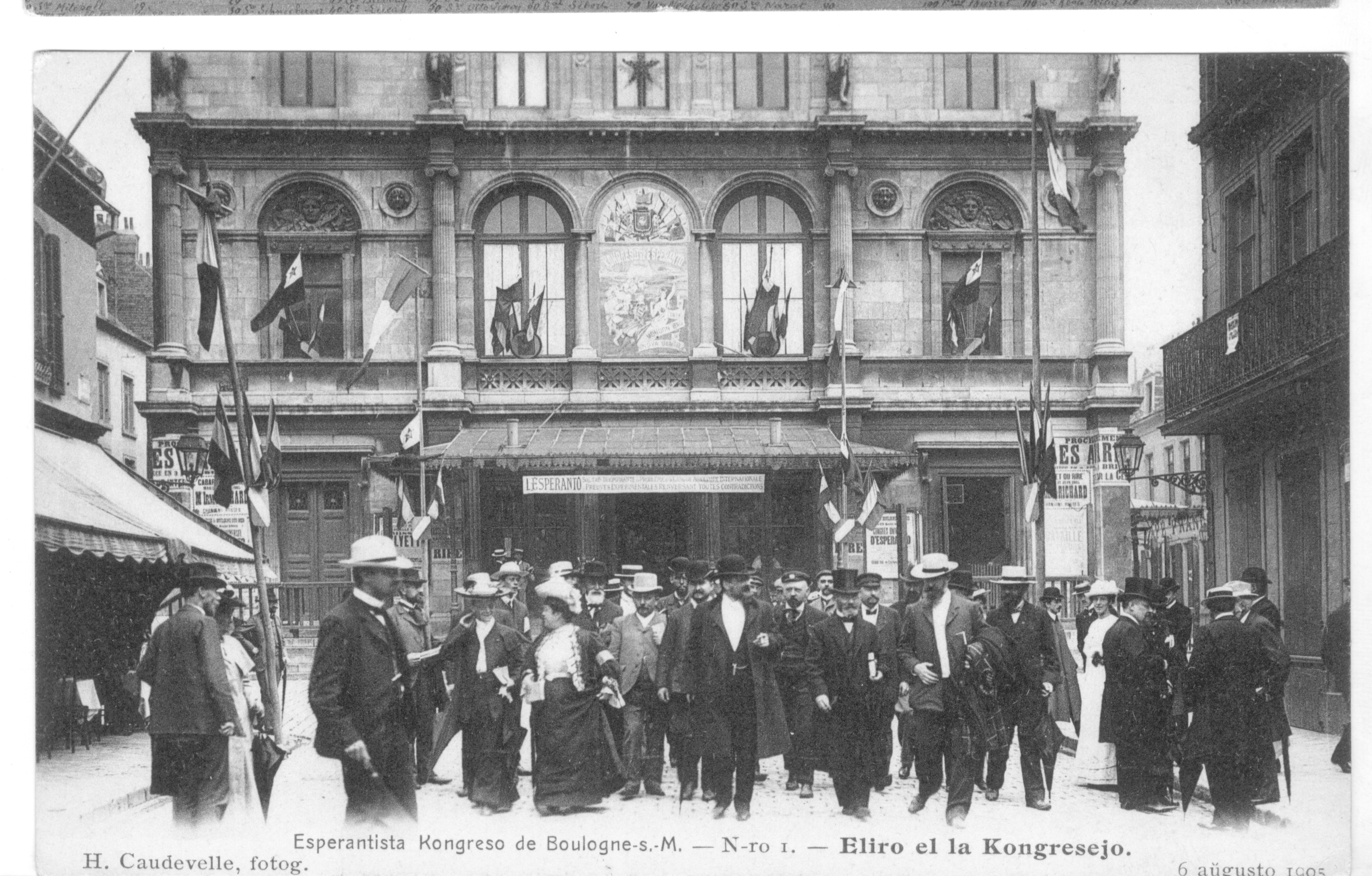
Saliendo del centro del congreso en Boulogne-sur-Mer, (H. Caudevelle, fotog., 6 de agosto de 1905).